# Horie Kuwajirō
Horie Kuwajirō est un nom japonais traditionnel ; le nom de famille (ou le nom d'école), Horie, précède donc le prénom (ou le nom d'artiste).
Horie Kuwajirō (堀江 鍬次郎 ; 1831-1866) est un photographe et écrivain scientifique japonais.

## Biographie
Horie étudia le rangaku, et surtout la chimie, au centre d'entraînement naval de Nagasaki où J. L. C. Pompe van Meerdervoort enseignait. Lorsque le photographe suisse Pierre Rossier arriva au Japon en 1858 commissionné par Negretti & Zambra, il enseigna le procédé du collodion humide à Horie et à d'autres, comme Hikoma Ueno (1838 – 1904) et Genzō Maeda (1831 – 1906). Il est probable que Horie accompagna Rossier à Nagasaki où il prit des clichés de prêtres, de mendiants, d'une foule assistant à un match de sumo, des comptoirs étrangers, et un portrait de groupe du fils de Philipp Franz von Siebold, Alexandre von Siebold avec plusieurs samouraïs.
En 1860 ou 1861, Horie acheta un appareil photo et des produits chimiques photographiques grâce à l'argent du daimyo (gouverneur de province) du clan Tsu, Tōdō Takayuki, pour un prix de 150 ryō. Ce matériel photographique intéressa tellement Hikoma Ueno que Horie décida de devenir un sujet du clan Tsu pour pouvoir accéder à leur résidence à Edo. En 1861, Horie photographia Ueno travaillant dans le laboratoire du clan Tsu à Edo (actuel Tokyo). En 1862, Ueno et Horie coécrivirent le manuel Shamitsu kyoku hikkei qui contenait des extraits traduits provenant de dix manuels scientifiques néerlandais et comprenait une annexe intitulée Satsueijutsu ("la technique de la photographie"), décrivant le procédé du collodion humide ainsi que la méthode d'impression à l'asphalte de Nicéphore Niépce. L'annexe comprenait également la première impression lithographique du Japon. Horie enseigna la pharmacologie à Kuichi Uchida, qui deviendra plus tard un célèbre photographe.